# Andreas Lukas

Andreas Lukas (2025)

Andreas Lukas (* 1984 in Mainz) ist ein deutscher Jurist. Er ist Baudezernent der Stadt Koblenz und Honorarprofessor an der Hochschule Geisenheim.

## Leben
Im Anschluss an das Abitur im Jahr 2004 am Frauenlob-Gymnasium Mainz studierte Andreas Lukas als Stipendiat der Studienstiftung des deutschen Volkes Rechtswissenschaften mit dem Schwerpunktbereich „Umwelt- und Technikrecht“ an der Universität Trier. Während Schulzeit und Studium engagierte er sich ehrenamtlich im NABU unter anderem als Bundessprecher der Naturschutzjugend. Nach dem Referendariat in Koblenz und Speyer arbeitete er als Rechtsanwalt mit den Schwerpunkten Baurecht und Umweltrecht. 2022 wurde er mit einer interdisziplinären Arbeit über den „Artenschutz in Planungs- und Zulassungsverfahren“ am Fachbereich Architektur, Stadtplanung, Landschaftsplanung der Universität Kassel zum Dr. rer. pol. promoviert. Nachfolgend war er hauptamtlich Dozent an der Hochschule für öffentliche Verwaltung Rheinland-Pfalz in Mayen, wo er bis heute Lehrbeauftragter für Baurecht ist. Im Dezember 2023 wurde Andreas Lukas vom Koblenzer Stadtrat für eine Amtszeit von acht Jahren zum Baudezernenten gewählt. Er ist zudem Honorarprofessor an der Hochschule Geisenheim, wo er seit 2019 einen Lehrauftrag für Umwelt- und Planungsrecht am Fachbereich Landschaftsarchitektur hat. Mitglied bei Bündnis 90/Die Grünen ist Andreas Lukas seit 2004 und gehört derzeit dem erweiterten Landesvorstand der Partei in Rheinland-Pfalz an.

## Monografien
- Andreas Mengel, Deborah Hoheisel und Andreas Lukas: Naturschutzrechtliche Steuerungspotentiale des Gebietsschutzes. 2018.
- Andreas Lukas: Artenschutz in Planungs- und Zulassungsverfahren. 2022.